# 羅緯
羅緯（1520年—？年），字宿甫，四川重慶府巴縣人，明朝政治人物。

## 生平
嘉靖二十五年（1537年）舉丙午科四川鄉試第七名，嘉靖二十九年（1550年）庚戌科第三甲第六十八名進士。授中书舍人，三十五年六月选授湖廣道試監察御史，三十八年贬澧州判官。

## 家族
曾祖羅朝禮，祖羅仲淵，父羅文葵，母趙氏。具慶下。弟羅縉。